# دانشنامه دانش‌گستر

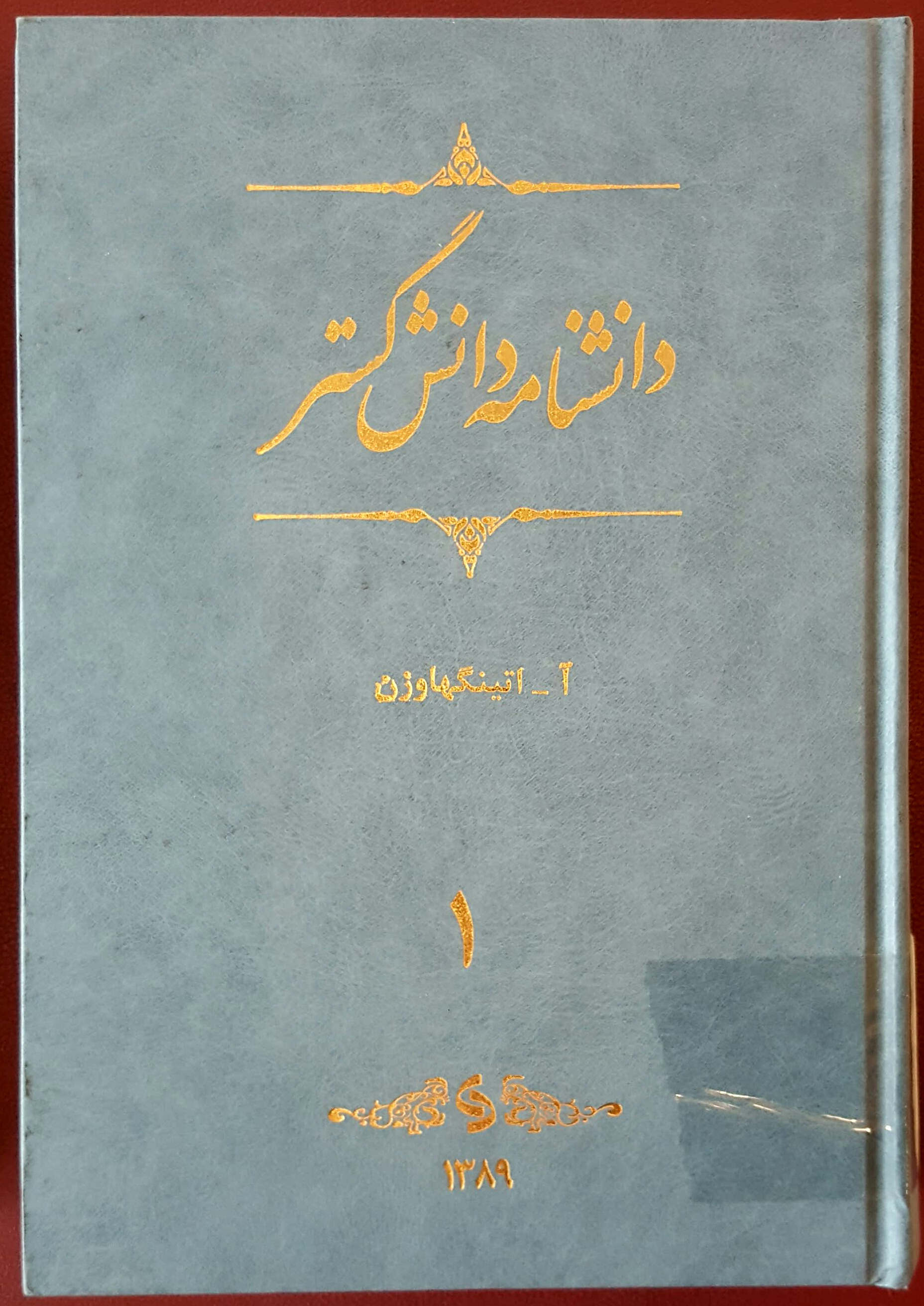
تصویرِ روی جلدِ اولِ دانشنامهٔ دانش‌گستر

دانشنامهٔ دانش‌گستر، نام دانشنامه‌ای ۱۸ جلدی است که توسط بنیاد علمی-فرهنگیِ دانش‌گستر گردآوری شده‌ است. این بنیاد در سال ۱۳۸۱ خورشیدی با سرمایهٔ حسینعلی سودآور، از نوادگان حسین آقا ملک، بنیان‌گذار و واقف کتابخانه و موزهٔ ملی مَلِک، بنیانگذاری شد و هدفش روزآمد کردن و به فرجام رساندن دایرةالمعارف فارسی (به سرپرستی غلامحسین مصاحب) بود. آن هدف نتیجه نداد و تصمیم بر این شد که بنیاد دانش‌گستر به گردآوری دانشنامه‌ای مستقل بپردازد.
نگارش دانشنامهٔ دانش‌گستر ۸ سال به درازا انجامید و دورهٔ کامل آن در سال ۱۳۸۹ چاپ و منتشر شد. تعداد مدخل‌های اصلی آن ۵۹٬۰۰۰ است که ۶۰ درصد از این مجموعه از منابع خارجی ترجمه شده است که شامل ۳۶٬۰۰۰ مدخل است و ۴۰ درصد از آن، که حوزه‌های ایران و اسلام را در بر می‌گیرد، توسط نویسندگان داخلی نوشته شده است. این دانشنامه زیر نظر علی رامین، کامران فانی، و محمدعلی سادات فراهم شده است.
این دانشنامه دارای ۳۵ جلد (شامل ۱۷ جلد متن اصلی) است.

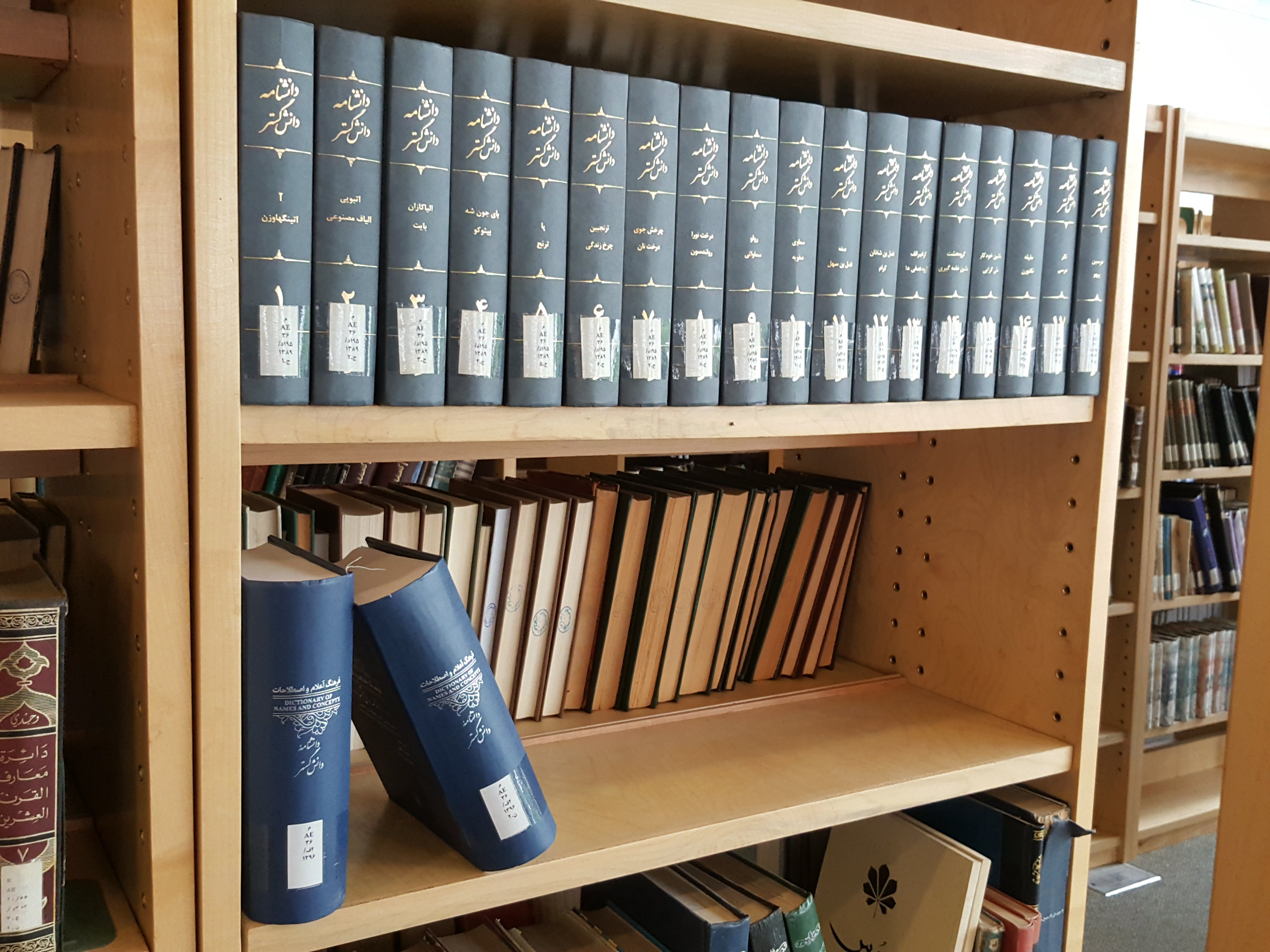
دورهٔ کامل دانشنامهٔ دانش‌گستر، به همراه دو نسخه از فرهنگ اَعلام و اصطلاحات دانشنامه (۱۳۹۱)، در تالار مرجع کتابخانهٔ فرهنگستان زبان و ادب فارسی